# Simple Sabotage Field Manual

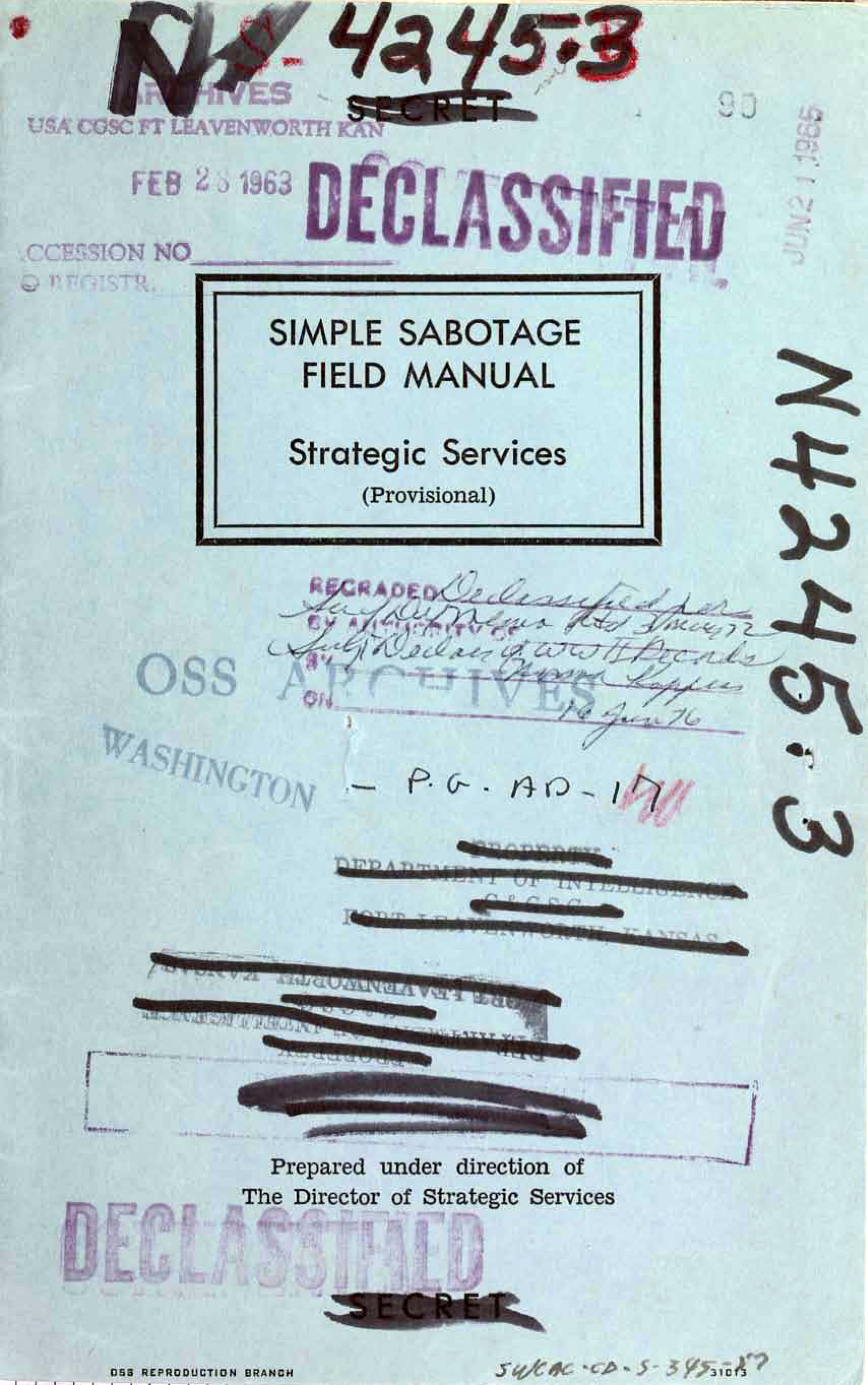
Deckblatt

Das Simple Sabotage Field Manual – auf Deutsch etwa Feld-Handbuch zur einfachen Sabotage – war eine vom Office of Strategic Services im Zweiten Weltkrieg verfasste Anleitung zur wirtschaftlichen Sabotage in den von Deutschland besetzten Gebieten. Die Nachfolgeorganisation des OSS, die CIA, hob 2008 die Geheimhaltungseinstufung des Textes auf.
Die Absicht bestand darin, die Produktivität von Betrieben, die unter der Besatzung direkt oder indirekt für die Besatzungsmacht arbeiteten, möglichst stark zu beeinträchtigen.

## Übersetzung
2018 brachte Kathrin Passig im Rowohlt-Verlag in der Reihe rororo die deutsche Ausgabe unter dem Titel Das kleine Sabotage-Handbuch heraus. Jan Schönherr übersetzte das Original.

## Beispiele für Sabotagemaßnahmen
Diskussionen und Sitzungen
- Beziehe dich oft auf früher beschlossene Entscheidungen; versuche diese erneut zu diskutieren.
- Bringe häufige und lange Diskussionsbeiträge ein.
- Verweise auf unwichtige, bedeutungslose Aspekte so oft wie möglich.
- In allen Dokumenten, Berichten und Entscheidungen auf präzise Formulierungen achten.
- Versuche, möglichst viele Sachfragen von möglichst großen Komitees diskutieren zu lassen.

Als Manager und Vorgesetzter
- Aufträge „missverstehen“, Erläuterungen verlangen.
- Korrespondenz vergessen, falsch ablegen und „verlieren“.
- Verlange perfekte Arbeit, und zwar in den weniger wichtigen Arbeitsschritten.
- Erst dann neue Arbeitsmaterialien bestellen, wenn die vorhandenen fast völlig aufgebraucht sind. Dies soll die Chance zu erhöhen, dass Lieferverzögerungen die Arbeit behindern.
- Sei freundlich zu unfähigen Mitarbeitern; belohne sie mit Beförderungen und Erleichterungen. Beschwere dich über effiziente Mitarbeiter.
- Halte dich an den exakten Wortlaut sämtlicher Regeln (Dienst nach Vorschrift).
- Halte dich stets an die vorgegebenen Entscheidungswege; beschleunige keine Entscheidungsfindung durch informelle Kontakte.

Als Mitarbeiter
- Benutze ungeeignete, weniger effiziente Arbeitsgeräte.
- Bleibe länger auf dem Klo als notwendig.
- Auch wenn du die Fremdsprache verstehst: Täusche Verständnisschwierigkeiten vor.
- Erkläre einem neuen oder unbegabten Mitarbeiter nie, wie er seine Arbeit besser ausführen kann.

In der Anleitung wurde auch darauf hingewiesen, wie durch simple Maßnahmen die Brandgefahr in Produktionsstätten und Lagerräumen erhöht werden kann. Ebenso wurden etwa Bergwerkarbeiter darin geschult, Schienenfahrzeuge zum Entgleisen zu bringen. Mitarbeitende von Eisenbahnen wurden angehalten, für den gleichen Sitzplatz mehrere Fahrscheine zu verkaufen.

## Nachträgliche Rezeption
Das Buch wurde nach der Veröffentlichung in Managementkreisen breit rezipiert, um aufzuzeigen wie Sabotagetaktiken Teambesprechungen und Unternehmen ruinieren könnten.
Inspiriert durch das 1944 vom Office of Strategic Services herausgegebene Buch zur Ausbildung europäischer Widerstandskämpfer schrieben Robert M. Galford, Bob Frisch und Cary Greene das Buch "Simple sabotage : a modern field manual for detecting and rooting out everyday behaviors that undermine your workplace" ein Handbuch zur Unterbindung unbeabsichtigter Sabotage in Arbeitsgruppen.

## Ausgaben
- Office of Strategic Services (Hrsg.): Simple Sabotage Field Manual. 17. Januar 1944 (englisch, cia.gov [PDF]).[10]
- Das kleine Sabotage-Handbuch von 1944. Die besten Tricks des amerikanischen Geheimdienstes im Kampf gegen Hitler Rowohlt, Reinbek 2018, ISBN 978-3-499-63416-1 (übersetzt von Jan Schönherr).